# 林藜光
林藜光（1902年—1945年4月29日），福建思明人，中国近代佛学家、印度学家，佛教居士。

## 生平
林藜光早年毕业于厦门大学哲学系，期间曾师从法国汉学家戴密微。1929年，受俄国汉学家、印度学家钢和泰之邀前往哈佛燕京学社下属的中印研究所担任研究员。他协助钢和泰翻译佛典，同时学习梵文、藏文。期间，他还曾担任过语言学家罗常培《厦门音系》一书的发音人。1933年，林藜光受戴密微之邀，赴法国国立东方语言学校任教。同时，他还跟随梵文学家西尔万·莱维研习梵文、巴利文，并曾受莱维之托校订梵文《诸法集要经》。1936年，因母亲去世而回国奔丧。后回到法国继续从事《诸法集要经》的校订工作。在法期间，他曾与当时在巴黎留学的钱锺书、杨绛夫妇多有来往。
1945年，林藜光在法国病逝，终年43岁。次年，葬于拉雪兹神父公墓。

## 遗著
其师戴密微在林藜光去世后整理其遗著，陆续出版了四卷本《诸法集要经研究》。